# Mando Conjunto de Canarias
El Mando Conjunto de Canarias (MACOCAN) es el nombre que recibiría el órgano operativo conjunto de las Fuerzas Armadas Españolas en las Islas Canarias, propuesto con el objetivo de incrementar la eficiencia y eficacia operativa de las unidades militares ubicadas en este archipiélago.
En el MACOCAN se integrarían el Mando de Canarias del Ejército de Tierra (MCANA), el Mando Naval de Canarias (ALCANAR) y el Mando Aéreo de Canarias (MACAN). Se trataría de un órgano auxiliar del Jefe del Estado Mayor de la Defensa de España (JEMAD), de carácter permanente e integrado en la estructura orgánica del Estado Mayor de la Defensa.
Aunque desde 2002 la estructura territorial de las Fuerzas Armadas se ha sustituido por otra de carácter funcional para adaptarse a las nuevas necesidades la OTAN, la necesidad de este mando conjunto bajo un criterio geográfico se debe a la condición de región ultraperiférica de Canarias y a la permanencia en activo de los tres mandos mencionados al frente de los efectivos de las islas. Además otros países de la alianza con territorios alejados del área continental como Estados Unidos, Francia o el Reino Unido cuentan con mandos territoriales que también han influido en la reorganización de la OTAN.
El objetivo del MACOCAN sería planear, conducir y controlar las operaciones militares en el área de Canarias. Este órgano contribuiría a optimizar los recursos asignados a la Defensa, se haría cargo del adiestramiento conjunto de las tres ramas de las Fuerzas Armadas y ofrecería estructuras integradas de mando y control. Dada la situación de este archipiélago, si fuese necesario contar con estructuras operativas en las islas o proyectarlas desde su territorio, estas deberían tener un carácter regional y conjunto (ya fuesen permanentes o creadas con este fin).
Entre los obstáculos para la creación de este mando conjunto destacan las dificultades que presenta la gestión de estructuras militares conjuntas y el riesgo bajo en esta zona.
El antecedente del MACOCAN fue el Mando Unificado de la Zona de Canarias (MUNICAN), que contó con un estado mayor conjunto propio. Fue creado en 1975 y disuelto en 1995.